# Fendt 1000 Vario
1000 Vario ist die derzeit leistungsstärkste Traktorbaureihe von Fendt. die erstmals am 7. Juli 2014 bei einer Pressekonferenz auf Schloss Neuschwanstein vorgestellt wurde. Sie ist seit dem vierten Quartal 2015 bestellbar, die Auslieferung begann im September 2016.

## Baureihe
Die 1000-Vario-Baureihe ergänzt das Fendt-Produktprogramm nach oben und ist oberhalb der 900 Vario Baureihe angesiedelt. Den Fendt 1000 Vario gibt es in vier Modellen von 291 bis 380 kW (396 bis 517 PS) Leistung.
Alle Modelle der Baureihe verfügen über den sogenannten „VarioDrive-Antriebsstrang“. Dieser wurde in das Hinterachsmodul TA400 integriert und ist die neueste Version des stufenlosen Vario-Getriebes. Dabei wird die Vorderachse unabhängig von der Hinterachse über einen eigenen Hydromotor angetrieben. Die mechanische Allradkupplung schließt nur noch bei Schlupf auf einer der Achsen.
Der Schlepper kann mit Reifen bis zu einer Größe von 2,35 Meter Durchmesser ausgestattet werden. Der Großtraktor erreicht mit seinen 14 Tonnen Leergewicht und angetrieben durch einen 6-Zylinder-MAN-Motor mit 12,4 Litern Hubraum eine Maximalgeschwindigkeit von bis zu 60 km/h. Außerdem besitzt er die neu entwickelte x5-S-Kabine und zwei unabhängige Axialkolbenpumpen.
Das Design des Schleppers wurde unter anderem mit dem Red Dot Design Award und dem IF Design Award ausgezeichnet.
In den USA ist der Schlepper unter der Marke Challenger erhältlich. Das Challenger-Modell wird ebenfalls in Marktoberdorf gebaut und ist der erste in dem Werk gebaute Schlepper, der nicht unter der Marke Fendt verkauft wird.
2016 wurden bereits 180 Traktoren der Baureihe gebaut, 60 Stück davon als Challenger für den US-Markt. Am 20. Dezember 2017 wurde der 1.000 Schlepper der Baureihe produziert, zu diesem Zeitpunkt waren insgesamt 310 Traktoren der Baureihe als Challenger verkauft.

## Modelle

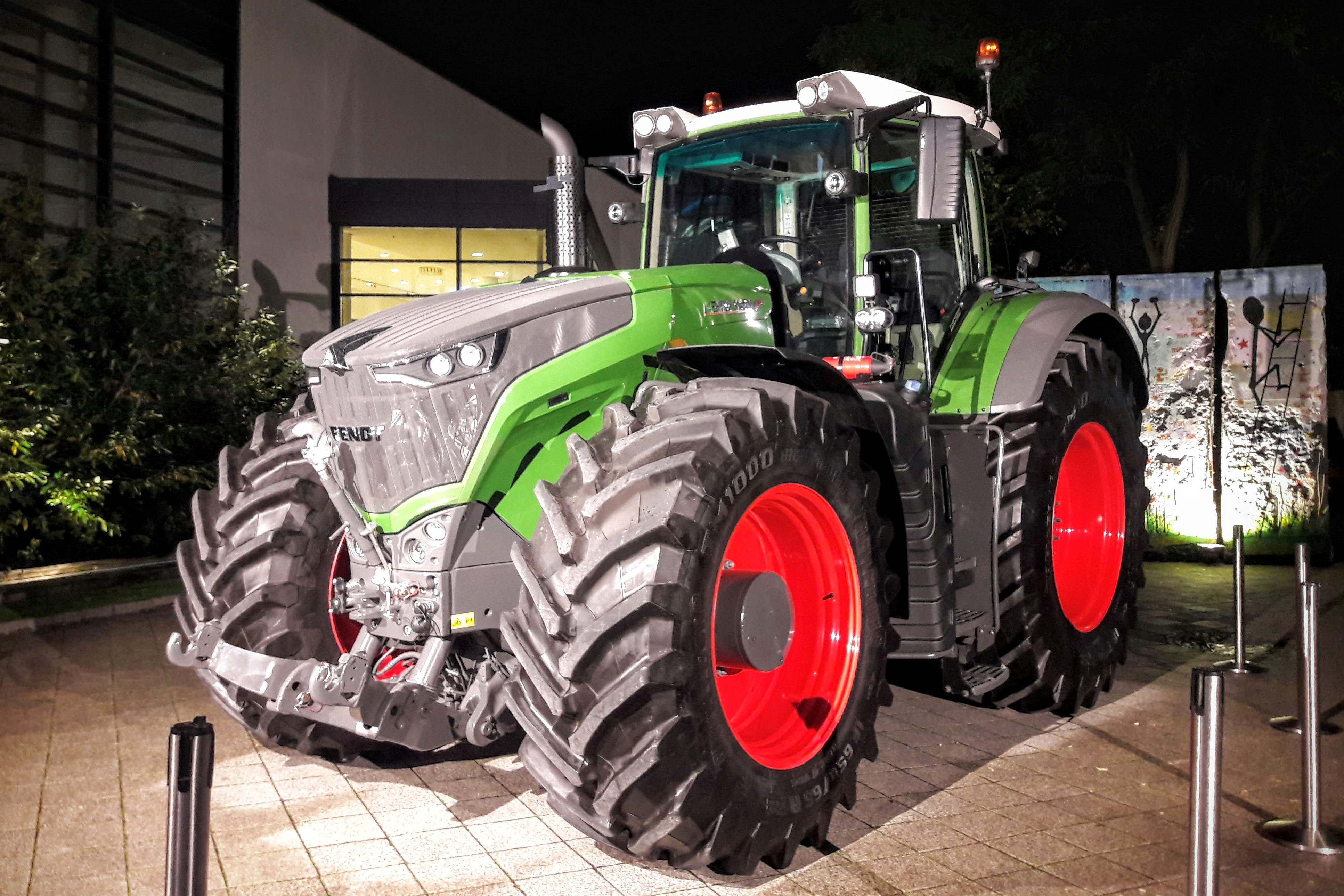
Topmodell 1050 Vario

| Modell | Nennleistung in kW (PS) ECE R 120 | Max. Hubkraft Heckkraftheber in daN | Leergewicht in kg | Max. zulässiges Gesamtgewicht in kg |
| ------ | --------------------------------- | ----------------------------------- | ----------------- | ----------------------------------- |
| 1038   | 291 (396)                         | 12920                               | 14000             | 21000                               |
| 1042   | 320 (435)                         | 12920                               | 14000             | 21000                               |
| 1046   | 350 (476)                         | 12920                               | 14000             | 21000                               |
| 1050   | 380 (517)                         | 12920                               | 14000             | 21000                               |

1. ↑  Leergewicht (Grundschlepper mit Kabine – Tanks voll ohne Fahrer)
2. ↑   Max. zulässiges Gesamtgewicht bis 50 km/h (2-Kreisbremse)